# Ermígio Viegas I de Ribadouro
Ermigio Viegas I de Ribadouro, chamado O Gasco (f. antes de 1070) foi um Cavaleiro medieval do Condado Portucalense, senhor feudal de Ribadouro, e ainda governador de Lamego. Foi avô do célebre Egas Moniz, o Aio.

## Biografia
Ermígio era o filho primogénito de Egas Moniz I de Ribadouro e da sua esposa, Toda Ermiges da Maia. Do pai veio a herdar o epíteto O Gasco, comum na família.
Documentado em 1043 e 1047, neste último ano terá presidido a um conselho de julgamento,  relacionado com o governo e administração em “terras” da margem esquerda do rio Douro, presidido pelo seu tio, Garcia Moniz de Ribadouro. Possuiu vários haveres em ambas as partes do rio Douro, desde Baião e Resende, até Penafiel e Arouca. Terá mesmo administrado como tenente, depois de 1060, várias localidades no Ribadouro.
Ermígio terá fundado, com o seu irmão, Monio Viegas, o Mosteiro de Pendorada, dos quais foram os primeiros padroeiros, facto que se comprova por um documento de 1123 onde se refere que o padroado do mosteiro é dos descendentes de Monio Viegas e Ermigio Viegas.
Parece não ter atingido o ano de 1070.

## Casamento e descendência
Ermígio Viegas desposou, em data desconhecida, Unisco Pais, de quem teveː
- Monio Ermiges I de Ribadouro,[6] herdeiro da chefia da família e do governo do Ribadouro,[5][4]
- Egas Ermiges de Ribadouro[6][5][4]
- Vivili Ermiges de Ribadouro, casada com Paio.[6][5][4]
- Emiso Ermiges de Ribadouro[6][5][4]
- Onega Ermiges de Ribadouro[6][5][4]
- Ausenda Ermiges, casou com Diogo Trutesendes.[6][5][4]